# Blind in Paradise
Blind in Paradise é o terceiro álbum de estúdio da banda Takara lançado em 1998 pela Point Music & Saraya Recordings.

## Lista de faixas
1. "Take U Down"
2. "Your Love 2night"
3. "Fly 2 Your Arms"
4. "Love Is Gone"
5. "What Do U Want From Me"
6. "Time Waits 4 No One"
7. "Blind In Paradise"
8. "Don't Wanna Be Alone"
9. "No Love's Enough"
10. "Lookin' Out"
11. "Say U'll Stay"
12. "Awake & Dreaming"

## Créditos
- Jeff Scott Soto – vocais
- Neal Grusky – guitarra
- Carl Demarco – baixo
- Eric Ragno – teclados
- Robert Duda – bateria
- Bob Daisley - baixo na faixa 8
- Bernie Tavis - violino na faixa 8